# Reginald Owen
John Reginald Owen (Wheathampstead, 5 agosto 1887 – Boise, 5 novembre 1972) è stato un attore britannico.

## Biografia
Dopo aver recitato a teatro per molti anni, iniziò, anche se piuttosto tardi, a fare cinema in maniera continuativa, divenendo immediatamente riconoscibile al pubblico e dimostrando di poter passare con convincente versatilità dai ruoli positivi a quelli negativi.
Attore di eccellente livello artistico, interpretò, tra gli altri, La donna di platino (1931) di Frank Capra, Torna a casa, Lassie! (1943) di Fred McLeod Wilcox, Mary Poppins (1964) e Pomi d'ottone e manici di scopa (1971), entrambi di Robert Stevenson.
Si sposò tre volte: prima dal 1909 al 1923 con l'attrice Lydia Bilbrook, da cui ebbe una figlia, Blossom (1911-1927); nel 1934 sposò l'attrice Harold Austin, con cui rimase fino alla morte di lei, avvenuta nel 1956, un mese prima di sposare Barbara Vermicheff con cui rimase fino alla morte, avvenuta il 5 novembre 1972, all'età di 85 anni, per un arresto cardiaco.

## Filmografia parziale
Quando manca il nome del regista, questo non viene riportato nei titoli

### Attore

#### Cinema
- A Place in the Sun, regia di Laurence Trimble (1919)
- Phroso, regia di Louis Mercanton (1922)
- The Grass Orphan, regia di Frank Hall Crane (1922)
- The Letter, regia di Jean de Limur (1929)
- The Man in Possession, regia di  (non accreditato) Sam Wood (1931)
- La donna di platino (Platinum Blonde) regia di Frank Capra (1931)
- Lovers Courageous, regia di Frederick Lonsdale (1932)
- La mia vita per mio figlio (A Woman Commands), regia di Paul L. Stein (1932)
- The Man Called Back, regia di Robert Florey (1932)
- A Study in Scarlet, regia di Edwin L. Marin (1933)
- La regina Cristina (Queen Christina), regia di Rouben Mamoulian (1933)
- Le armi di Eva (Fashions of 1934), regia di William Dieterle (1934)
- Tanya (Mandalay), regia di Michael Curtiz (1934)
- Where Sinners Meet, regia di J. Walter Ruben (1934)
- Stingari il bandito sentimentale (Stingaree), regia di William A. Wellman (1934)
- Madame du Barry, regia di William Dieterle (1934)
- Nanà (Nana), regia di Dorothy Arzner e George Fitzmaurice (1934)
- Schiavo d'amore (Of Human Bondage), regia di John Cromwell (1934)
- Musica nell'aria (Music in the Air), regia di Joe May (1934)
- La modella mascherata (Escapade), regia di Robert Z. Leonard (1935)
- Il richiamo della foresta (The Call of the Wild), regia di William A. Wellman (1935)
- Anna Karenina, regia di Clarence Brown (1935)
- The Bishop Misbehaves, regia di Ewald André Dupont (1935)
- Le due città (A Tales of Two Cities), regia di Jack Conway (1935)
- Rose Marie, regia di W. S. Van Dyke (1936)
- Finalmente una donna! (The Call of the Wild), regia di George Fitzmaurice (1936)
- Il paradiso delle fanciulle (The Great Ziegfeld), regia di Robert Z. Leonard (1936)
- La sposa vestiva di rosa (The Bride Wore Red), regia di Dorothy Arzner (1937)
- Maria Walewska (Conquest), regia di Clarence Brown (1937)
- Rosalie, regia di W.S. Van Dyke (1937)
- A Christmas Carol, regia Edwin L. Marin (1938)
- Bridal Suite, regia di Wilhelm Thiele (1939)
- La gloriosa avventura (The Real Glory), regia di Henry Hathaway (1939)
- Una donna dimentica (Remember?), regia di Norman Z. McLeod (1939)
- Avventura a Bombay (They Met in Bombay), regia di Clarence Brown (1941)
- La donna del giorno (Woman of the Year), regia di George Stevens (1942)
- Maschere di lusso (We Were Dancing), regia di Robert Z. Leonard (1942)
- La signora Miniver (Mrs. Miniver), regia di William Wyler (1942)
- Pierre of the Plains, regia di George B. Seitz (1942)
- Avventura al Cairo (Cairo), regia di W.S. Van Dyke (1942)
- Prigionieri del passato (Random Harvest), regia di Mervyn LeRoy (1942)
- Al di sopra di ogni sospetto (Above Suspicion), regia di Richard Thorpe (1943)
- Madame Curie, regia di Mervyn LeRoy (1943)
- Gran Premio (National Velvet), regia di Clarence Brown (1944)
- Il diario di una cameriera (The Diary of a Chambermaid), regia di Jean Renoir (1946)
- Fra le tue braccia (Cluny Brown), regia di Ernst Lubitsch (1946)
- Monsieur Beaucaire, regia di George Marshall (1946)
- Il delfino verde (Green Dolphin Street), regia di Victor Saville (1947)
- Il pirata (The Pirate), regia di Vincente Minnelli (1948)
- I tre moschettieri (The Three Musketeers), regia di George Sidney (1948)
- Il giardino segreto (The Secret Garden), regia di Fred M. Wilcox (1949)
- Addio signora Miniver (The Miniver Story), regia di Henry C. Potter (1950)
- Kim, regia di Victor Saville (1950)
- Il sole nella stanza (Tammy and the Doctor), regia di Harry Keller (1963)
- Quel certo non so che (The Thrill of It All), regia di Norman Jewison (1963)
- Mary Poppins, regia di Robert Stevenson (1964)
- Pomi d'ottone e manici di scopa (Bedknobs and Broomsticks), regia di Robert Stevenson (1971)

#### Televisione
- Climax! – serie TV, episodio 3x15 (1957)
- Maverick – serie TV, 3 episodi (1958-1961)
- Thriller – serie TV, episodio 1x25 (1961)
- Avventure in paradiso (Adventures in Paradise) – serie TV, episodio 3x19 (1962)
- Il ragazzo di Hong Kong (Kentucky Jones) – serie TV, episodio 1x24 (1965)
- I giorni di Bryan (Run for Your Life) – serie TV, episodio 2x03 (1966)

#### Cortometraggi
- Henry VIII, regia di Louis N. Parker (1911)
- The Flight of Death (1914)
- Sally in Our Alley, regia di Laurence Trimble (1916)
- Pusher-in-the-Face, regia di Robert Florey (1929)

### Sceneggiatore
- A Study in Scarlet, regia di Edwin L. Marin - dialoghi e continuità (1933)

## Doppiatori italiani
- Olinto Cristina in Una donna dimentica, Fra le tue braccia, Il gran premio, Monsieur Beaucaire, Maria Walewska, Le due città, Il giardino segreto, Addio signora Miniver
- Aldo Silvani in Il paradiso delle fanciulle, Il delfino verde, I tre moschettieri, Al di sopra di ogni sospetto
- Cesare Polacco in La signora Miniver, Pomi d'ottone e manici di scopa
- Gaetano Verna in Maschere di lusso, Kim
- Mario Besesti in La gloriosa avventura
- Giovanni Saccenti in Il sole nella stanza
- Carlo Romano in Quel certo non so che
- Giorgio Capecchi in Mary Poppins
- Lauro Gazzolo in Rosie
- Sergio Tedesco in Anna Karenina (ridoppiaggio 1983), Maria Walewska (ridoppiaggio 1983)